# Odbor za znanost in tehnologijo Državnega zbora Republike Slovenije
Odbor za znanost in tehnologijo je bivši odbor Državnega zbora Republike Slovenije.
Predhodnik tega odbora v 1. državnem zboru je bil Odbor za znanost, tehnologijo in razvoj.

## Sestava
2. državni zbor Republike Slovenije
- izvoljena: 16. januar 1997
- predsednik: Boris Sovič
- podpredsednik: Franc Žnidaršič
- člani: Anton Bergauer (do 27. februarja 1997), Polonca Dobrajc (od 17. decembra 1997), Slavko Gaber (od 27. februarja 1997), Leon Gostiša (od 15. maja 1997), Helena Hren Vencelj, Roman Jakič (15. maj-25. julij 1997), Jožef Jerovšek, Janez Kramberger, Peter Lešnik (od 17. decembra 1997), Janez Mežan, Rudolf Moge, Peter Petrovič (od 25. julija 1997), Jožef Špindler, Franc Zagožen, Jože Zagožen, Jožef Zimšek
- funkcija člana: Roman Jakič (25. marec-15. maj 1997), Štefan Klinc (25. marec-15. maj 1997)